# Ivor Pandur
Ivor Pandur (Rijeka, 25 maart 2000) is een Kroatisch voetballer die speelt als doelman. In januari 2024 verruilde hij Fortuna Sittard voor Hull City.

## Clubcarrière
Pandur speelde vanaf zijn elfde in de jeugdopleiding van HNK Rijeka. Bij die club maakte hij ook zijn professionele debuut, op 1 oktober 2019, tijdens een bekerwedstrijd tegen NK Buje. Pandur stond de gehele wedstrijd onder de lat en zag zijn team elf doelpunten maken, terwijl hij zelf het doel schoon wist te houden. In zijn eerste seizoen kwam de sluitpost tot tweeëntwintig officiële optredens. Na twee wedstrijden in de jaargang erna werd hij voor een bedrag van bijna twee miljoen euro overgenomen door Hellas Verona, waar hij zijn handtekening zette onder een verbintenis voor de duur van vijf seizoenen. Hier speelde hij respectievelijk zes en vijf wedstrijden in zijn eerste twee jaar.
Pandur werd in de zomer van 2022 voor een jaar gehuurd door Fortuna Sittard, dat tevens een optie tot koop verkreeg. Op 27 augustus 2022 maakte Pandur zijn debuut in de Eredivisie in de wedstrijd tegen sc Heerenveen (2–1 verloren). Richting het einde van het seizoen 2022/23 lichtte Fortuna de optie tot koop op de doelman en hij tekende een contract voor vier seizoenen.
Een half seizoen later vertrok hij uit Sittard; voor een bedrag van circa twee miljoen euro verkaste de doelman naar Hull City. Hier tekende hij tot medio 2027, met een optie op een jaar extra. In het restant van het seizoen 2023/24 kwam Pandur niet in actie voor Hull, maar na het vertrek van Ryan Allsop werd hij eerste keuze onder de lat.

## Clubstatistieken
| Seizoen | Club              | Competitie   | Competitie | Competitie | Beker | Beker | Internationaal | Internationaal | Totaal | Totaal |
| Seizoen | Club              | Competitie   | Wed.       | Dlp.       | Wed.  | Dlp.  | Wed.           | Dlp.           | Wed.   | Dlp.   |
| ------- | ----------------- | ------------ | ---------- | ---------- | ----- | ----- | -------------- | -------------- | ------ | ------ |
| 2019/20 | HNK Rijeka        | 1. HNL       | 18         | 0          | 4     | 0     | 0              | 0              | 22     | 0      |
| 2020/21 | HNK Rijeka        | 1. HNL       | 2          | 0          | 0     | 0     | 0              | 0              | 2      | 0      |
| 2020/21 | Hellas Verona     | Serie A      | 4          | 0          | 2     | 0     | —              | —              | 6      | 0      |
| 2021/22 | Hellas Verona     | Serie A      | 3          | 0          | 2     | 0     | —              | —              | 5      | 0      |
| 2022/23 | → Fortuna Sittard | Eredivisie   | 31         | 0          | 0     | 0     | —              | —              | 31     | 0      |
| 2023/24 | Fortuna Sittard   | Eredivisie   | 16         | 0          | 2     | 0     | —              | —              | 18     | 0      |
| 2023/24 | Hull City         | Championship | 0          | 0          | 0     | 0     | —              | —              | 0      | 0      |
| 2024/25 | Hull City         | Championship | 42         | 0          | 0     | 0     | —              | —              | 42     | 0      |
| Totaal  | Totaal            | Totaal       | 116        | 0          | 10    | 0     | 0              | 0              | 126    | 0      |

Bijgewerkt op 25 april 2025.

## Erelijst
| Hrvatski nogometni kup | 1 | 2019/20 |